# Meuschenia freycineti
Meuschenia freycineti är en fiskart som först beskrevs av Jean René Constant Quoy och Joseph Paul Gaimard 1824.  Meuschenia freycineti ingår i släktet Meuschenia och familjen filfiskar. Inga underarter finns listade i Catalogue of Life.